# 4418-as mellékút (Magyarország)
A 4418-as számú mellékút egy több mint 28 kilométer hosszúságú, négy számjegyű országos közút Békés vármegye és Csongrád-Csanád vármegye határvidékén; Kardoskút községet köti össze Hódmezővásárhely központjával.

## Nyomvonala
Kardoskút belterületének délnyugati széle közelében ágazik ki a 4427-es útból, annak 8,900-as kilométerszelvényénél. Nagyjából nyugati irányban indul, pár méter után keresztezi a Mezőtúr–Battonya-vasútvonal vágányait, Kardoskút vasútállomás térségének déli szélénél, majd egyből külterületen folytatódik tovább. 3. kilométere táján éri el Pusztaközpont településrészt, itt található a Körös–Maros Nemzeti Parkhoz tartozó Kardoskúti Fehér-tó természetvédelmi területéhez létesült látogatóközpont is, kevéssel az út negyedik kilométere előtt. Ugyanott egy út is keresztezi a 4418-ast: a ma már kövezettnek is nehezen nevezhető, rossz állapotú út – amely innen dél felé a természetvédelmi terület keleti határvonalát képezi – régen, évtizedekkel ezelőtt még az Orosháza-Makó közt húzódó 4422-es út része volt.
E keresztezéstől az út is a védett terület határát kíséri észak felől, sőt 5,5 kilométer után teljesen belép a nemzeti parki területre; 6,1 kilométer után még egy terebélyes madármegfigyelő torony mellett is elhalad. A 8,250-es kilométerszelvényénél átlép Székkutas területére, de a tőle északra elterülő területek még jó darabig a védett területekhez tartoznak. Csak a 12,500-as kilométerszelvényénél távolodik el a nemzeti park határvonala, az útba ugyanott beletorkollik a 4419-es út Székkutas központja és a 47-es főút felől. A folytatásban a korábbinál kicsit délebbi irányt vesz, és 13,5 kilométer teljesítését követően átlép Hódmezővásárhely területére.
18,5 kilométer után egy elágazáshoz ér: délkeleti irányban egy alsóbbrendű, számozatlan önkormányzati út ágazik ki belőle, ezen érhető el a város egyik külterületi látnivalója, a csomorkányi templomrom. Innen észak és dél felől is tanyák sűrűn váltakozó sora kíséri az út nyomvonalát, 19,8 kilométer táján pedig egy újabb elágazása jön: itt északi irányban indul egy út Kútvölgy felé; a településrésztől délre eső szakasz ez esetben is csak önkormányzati út, de a 47-es főúttól Kútvölgyig tartó szakasza a 44 117-es számozást viseli.
25. kilométere táján halad el az út a Dózsa kiskertek nevű, zártkerti jelleggel kiépült városrész mellett, annak déli szélén, majd 26,8 kilométer után egy körforgalomba ér: itt keresztezi a város keleti elkerülőjét, amely a 4421-es és 4459-es utakat köti össze, a belvárost ily módon valamelyest tehermentesítve, de 2020-as állapot szerint nem minősül állami közútnak, csak önkormányzati útként húzódik. 28,1 kilométer után az út keresztezi a Szolnok–Hódmezővásárhely–Makó-vasútvonal vágányait, onnan már belterületen halad, Csomorkányi utca néven de szinte azonnal véget is ér, beletorkollva a 4415-ös útba, annak 2,400-as kilométerszelvényénél.
Teljes hossza, az országos közutak térképes nyilvántartását szolgáló kira.gov.hu adatbázisa szerint 28,322 kilométer.

## Települések az út mentén
- Kardoskút
- Székkutas
- Hódmezővásárhely